# McCabe & Mrs. Miller
McCabe & Mrs. Miller är en amerikansk film från 1971 i regi av Robert Altman, baserad romanen McCabe från 1959 av Edmund Naughton. I rollerna syns bland andra Warren Beatty, Julie Christie och Keith Carradine. Musik av Leonard Cohen användes i filmen.
Filmen är en revisionistisk western. Altman hänvisade till den som en "anti-westernfilm". Beatty spelar i filmen den skrävlande McCabe och Julie Christie spelar den ambitiösa bordellmamman Mrs Miller. Filmen betonar det meningslösa våldet och innehåller inga heroiska karaktärer att tala om. Det något okonventionella budskapet i filmen gjorde att den endast blev en måttlig framgång.
Filmen hade amerikansk biopremiär den 24 juni 1971.

## Produktion
Filmen spelades in i Vancouver oktober 1970 – januari 1971. Manuset var till en början tämligen traditionellt men ändrades radikalt i början av inspelningen av Altman och Beatty. Under inspelningens gång bodde Beatty tillsammans med motspelerskan och älskarinnan Julie Christie i en lyxvilla och Altman ägnade kvällarna åt fester eller att se fotboll på tre – fyra TV-apparater samtidigt (i matcher där han satsat pengar). Inspelningen förflöt inte helt problemfritt då Beatty ofta tenderade bli bättre ju fler tagningar som gjordes medan Christie blev uttråkad när tagningarna drog ut på tiden. Beatty var också en perfektionist medan Altman föredrog det mer spontana med få tagningar.